# IEEE 802.11be
| Generation                                                                                                 | IEEE standard | Vedtaget | Forbindelses- hastigheder (Mbit/s) | Frekvens- bånd (GHz) |
| --- | ------------- | -------- | ---------------------------------- | -------------------- |
| Wi-Fi 8 | 802.11bn      | (2028?)  | op til 100.000                     | 2.4, 5, 6            |
| Wi-Fi 7 | 802.11be      | (2024)   | 1376–46120                         | 2.4, 5, 6            |
| Wi-Fi 6E                                                                                                   | 802.11ax      | 2020     | 574–9608                           | 6                    |
| Wi-Fi 6 | 802.11ax      | 2019     | 574–9608                           | 2.4, 5               |
| Wi-Fi 5 | 802.11ac      | 2014     | 433–6933                           | 5                    |
| Wi-Fi 4 | 802.11n       | 2008     | 72–600                             | 2.4, 5               |
| (Wi-Fi 3)*                                                                                                 | 802.11g       | 2003     | 6–54                               | 2.4                  |
| (Wi-Fi 2)*                                                                                                 | 802.11a       | 1999     | 6–54                               | 5                    |
| (Wi-Fi 1)*                                                                                                 | 802.11b       | 1999     | 1–11                               | 2.4                  |
| (Wi-Fi 0)*                                                                                                 | 802.11        | 1997     | 1–2                                | 2.4                  |
| *Wi‑Fi 0, 1, 2, and 3 er navngivet med tilbagevirkende kraft. De findes ikke i den officielle nomenklatur. |               |          |                                    |                      |

IEEE 802.11be, kaldet Extremely High Throughput (EHT), er den seneste af IEEE 802.11-standarden, som er betegnet Wi-Fi 7. Den bygger på 802.11ax med fokus på WLAN indendørs og udendørs drift med stationære og fodgængerhastigheder i frekvensbåndene 2,4, 5 og 6 GHz.
Forbindelseshastigheden menes at nå et teoretisk maksimum på 46 Gbit/s, selvom de faktiske resultater er meget lavere.
Udviklingen af 802.11be er i gang, med et første udkast i marts 2021, og en endelig version forventes ved udgangen af 2024. På trods af dette blev adskillige produkter annonceret i 2022 baseret på udkast til standarder, med detailtilgængelighed i begyndelsen af 2023. Den 8. januar 2024 introducerede Wi-Fi Alliance sit "Wi-Fi Certified 7"-program for at certificere Wi-Fi 7-enheder. Mens den endelige ratificering først forventes i slutningen af 2024, er de tekniske krav stort set fuldstændige.
Det globale Wi-Fi 7-marked anslås til 1 milliard USD i 2023 og forventes at nå 24,2 milliarder USD i 2030.

## Forbindelseshastigheder
| MCS index | Modulation type | Kodningsskema rate | Forbindelseshastighed (Mbit/s) | Forbindelseshastighed (Mbit/s) | Forbindelseshastighed (Mbit/s) | Forbindelseshastighed (Mbit/s) | Forbindelseshastighed (Mbit/s) | Forbindelseshastighed (Mbit/s) | Forbindelseshastighed (Mbit/s) | Forbindelseshastighed (Mbit/s) | Forbindelseshastighed (Mbit/s) | Forbindelseshastighed (Mbit/s) | Forbindelseshastighed (Mbit/s) | Forbindelseshastighed (Mbit/s) | Forbindelseshastighed (Mbit/s) | Forbindelseshastighed (Mbit/s) | Forbindelseshastighed (Mbit/s) |
| MCS index | Modulation type | Kodningsskema rate | 20 MHz kanaler                 | 20 MHz kanaler                 | 20 MHz kanaler                 | 40 MHz kanaler                 | 40 MHz kanaler                 | 40 MHz kanaler                 | 80 MHz kanaler                 | 80 MHz kanaler                 | 80 MHz kanaler                 | 160 MHz kanaler                | 160 MHz kanaler                | 160 MHz kanaler                | 320 MHz kanaler                | 320 MHz kanaler                | 320 MHz kanaler                |
| MCS index | Modulation type | Kodningsskema rate | 3200 ns GI                     | 1600 ns GI                     | 800 ns GI                      | 3200 ns GI                     | 1600 ns GI                     | 800 ns GI                      | 3200 ns GI                     | 1600 ns GI                     | 800 ns GI                      | 3200 ns GI                     | 1600 ns GI                     | 800 ns GI                      | 3200 ns GI                     | 1600 ns GI                     | 800 ns GI                      |
| --------- | --------------- | ------------------ | ------------------------------ | ------------------------------ | ------------------------------ | ------------------------------ | ------------------------------ | ------------------------------ | ------------------------------ | ------------------------------ | ------------------------------ | ------------------------------ | ------------------------------ | ------------------------------ | ------------------------------ | ------------------------------ | ------------------------------ |
| 0         | BPSK            | 1/2                | 7                              | 8                              | 9                              | 15                             | 16                             | 17                             | 31                             | 34                             | 36                             | 61                             | 68                             | 72                             | 123                            | 136                            | 144                            |
| 1         | QPSK            | 1/2                | 15                             | 16                             | 17                             | 29                             | 33                             | 34                             | 61                             | 68                             | 72                             | 122                            | 136                            | 144                            | 245                            | 272                            | 288                            |
| 2         | QPSK            | 3/4                | 22                             | 24                             | 26                             | 44                             | 49                             | 52                             | 92                             | 102                            | 108                            | 184                            | 204                            | 216                            | 368                            | 408                            | 432                            |
| 3         | 16-QAM          | 1/2                | 29                             | 33                             | 34                             | 59                             | 65                             | 69                             | 123                            | 136                            | 144                            | 245                            | 272                            | 282                            | 490                            | 544                            | 577                            |
| 4         | 16-QAM          | 3/4                | 44                             | 49                             | 52                             | 88                             | 98                             | 103                            | 184                            | 204                            | 216                            | 368                            | 408                            | 432                            | 735                            | 817                            | 865                            |
| 5         | 64-QAM          | 2/3                | 59                             | 65                             | 69                             | 117                            | 130                            | 138                            | 245                            | 272                            | 288                            | 490                            | 544                            | 576                            | 980                            | 1089                           | 1153                           |
| 6         | 64-QAM          | 3/4                | 66                             | 73                             | 77                             | 132                            | 146                            | 155                            | 276                            | 306                            | 324                            | 551                            | 613                            | 649                            | 1103                           | 1225                           | 1297                           |
| 7         | 64-QAM          | 5/6                | 73                             | 81                             | 86                             | 146                            | 163                            | 172                            | 306                            | 340                            | 360                            | 613                            | 681                            | 721                            | 1225                           | 1361                           | 1441                           |
| 8         | 256-QAM         | 3/4                | 88                             | 98                             | 103                            | 176                            | 195                            | 207                            | 368                            | 408                            | 432                            | 735                            | 817                            | 865                            | 1470                           | 1633                           | 1729                           |
| 9         | 256-QAM         | 5/6                | 98                             | 108                            | 115                            | 195                            | 217                            | 229                            | 408                            | 453                            | 480                            | 817                            | 907                            | 961                            | 1633                           | 1815                           | 1922                           |
| 10        | 1024-QAM        | 3/4                | 110                            | 122                            | 129                            | 219                            | 244                            | 258                            | 459                            | 510                            | 540                            | 919                            | 1021                           | 1081                           | 1838                           | 2042                           | 2162                           |
| 11        | 1024-QAM        | 5/6                | 122                            | 135                            | 143                            | 244                            | 271                            | 287                            | 510                            | 567                            | 600                            | 1021                           | 1134                           | 1201                           | 2042                           | 2269                           | 2402                           |
| 12        | 4096-QAM        | 3/4                | 131                            | 146                            | 155                            | 263                            | 293                            | 310                            | 551                            | 613                            | 649                            | 1103                           | 1225                           | 1297                           | 2205                           | 2450                           | 2594                           |
| 13        | 4096-QAM        | 5/6                | 146                            | 163                            | 172                            | 293                            | 325                            | 344                            | 613                            | 681                            | 721                            | 1225                           | 1361                           | 1441                           | 2450                           | 2722                           | 2882                           |
| 14        | BPSK-DCM-DUP    | 1/2                |                                |                                |                                |                                |                                |                                | 7                              | 8                              | 9                              | 15                             | 17                             | 18                             | 31                             | 34                             | 36                             |
| 15        | BPSK-DCM        | 1/2                | 4                              | 4                              | 4                              | 7                              | 8                              | 9                              | 15                             | 17                             | 18                             | 31                             | 34                             | 36                             | 61                             | 68                             | 72                             |

Noter
1. ↑  MCS 9 er ikke anvendelig til alle kombinationer af kanalbredder og antal rumdatastrømme.
2. ↑  Per spatial datastrøm.
3. ↑  GI står for guard interval.

1. ↑  Wi-Fi 6E er industrinavnet som identificerer Wi-Fi enheder som arbejder i 6 GHz. Wi-Fi 6E tilbyder Wi-Fi 6 egenskaber og udvider dem til at omfatte 6 GHz båndet.
2. ↑  802.11ac specificerer kun anvendelse i 5 GHz båndet. Anvendelse i 2.4 GHz båndet er specificeret af 802.11n.